# Electric Island, Acoustic Sea
『Electric Island, Acoustic Sea』（エレクトリック・アイランド,アコースティック・シー）は、日本の音楽ユニットB'zのギタリストである松本孝弘とハワイ州出身のギタリストであるダニエル・ホーが「Tak Matsumoto & Daniel Ho」名義で発表したアルバム。2017年2月8日発売。

## 概要
松本が他のミュージシャンとコラボレーションしてアルバムを出すのはラリー・カールトンと共作した『TAKE YOUR PICK』以来７年ぶりである。通常版CDとアナログレコードLP2枚組の2種類のパッケージリリースとなった。
また購入特典として抽選で20名に『Tak Matsumoto & Daniel Ho Live! 2017 -Electric Island, Acoustic Sea-』のハワイ公演にライブ特派員として参加できるファーストチャンス、そしてファーストチャンス落選者から抽選で100名にTak Matsumoto&Daniel Hoの直筆サイン色紙 + ギターピック セット、500名にオリジナル・スリップマットが当たるセカンドチャンスに応募できる応募抽選カードが封入されている（2017年2月13日締切）。
タイトルはダニエルのアイデアであり、松本のメロディーが"Electric Island"という中心にある島、そしてそれを囲む”Acoustic Sea”というダニエルの多彩なサウンドを意味している。

## 制作
2015年に松本がLAのキャピトル・レコードでアナログレコードのカッティングを行っているエンジニアの作業を見に行った際、共通の知人から紹介されたのが二人の出会いである。その際にいつか一緒にやりましょうと軽い感じで話をしていたが、その後前作の『enigma』が完成した時期にダニエルの方から今作にも収録されている「Soaring on Dreams」のデモを渡され、2016年1月ダニエルのスタジオでギターを弾き、面白いものができると直感した松本からアルバムを作りませんかと提案をしアルバム制作に入った。
松本は「Soaring on Dreams」とアルバム制作開始時にダニエルが持ってきた3曲（「Infinite Escapade」「Magokoro (True Heart)」「Faithfully」）のデモを聴き、彼の過去の作品とは違うことをやりたいんだと感じたという。
松本のギター録りに関しては『Tak Matsumoto Tour 2016 -The Voyage-』ツアー終了後の5月と6月にTAKUROのソロアルバム『Journey without a map』のプロデュース作業が行われた為、終了後の7月と2回行われた。

## 収録曲
| #         | タイトル                               | 作詞                                   | 作曲                                   | 編曲                     | 時間  |
| --------- | -------------------------------------- | -------------------------------------- | -------------------------------------- | ------------------------ | ----- |
| 1.        | 「Soaring on Dreams」                  |                                        | ダニエル・ホー                         | ダニエル・ホー           | 5:31  |
| 2.        | 「Fujiyama Highway」                   |                                        | 松本孝弘                               | 松本孝弘、ダニエル・ホー | 4:08  |
| 3.        | 「Magokoro (True Heart)」              |                                        | ダニエル・ホー                         | ダニエル・ホー           | 5:01  |
| 4.        | 「Infinite Escapade」                  |                                        | ダニエル・ホー                         | ダニエル・ホー           | 4:45  |
| 5.        | 「Faithfully」(ジャーニーのカヴァー。) | ジョナサン・ケイン、スティーヴ・ペリー | ジョナサン・ケイン、スティーヴ・ペリー | ダニエル・ホー           | 3:28  |
| 6.        | 「Sunny Tuesday」                      |                                        | 松本孝弘                               | 松本孝弘、ダニエル・ホー | 3:29  |
| 7.        | 「Wander Blues」                       |                                        | 松本孝弘                               | 松本孝弘、寺地秀行       | 3:46  |
| 8.        | 「Adrenaline UP!」                     |                                        | 松本孝弘、ダニエル・ホー               | 松本孝弘、ダニエル・ホー | 4:00  |
| 9.        | 「Omotesando」                         |                                        | 松本孝弘                               | 松本孝弘、寺地秀行       | 4:45  |
| 10.       | 「Island of peace」                    |                                        | 松本孝弘                               | 松本孝弘、ダニエル・ホー | 5:19  |
| 11.       | 「Rain」                               |                                        | 松本孝弘                               | 松本孝弘、ダニエル・ホー | 5:40  |
| 12.       | 「Lia」                                |                                        | ダニエル・ホー                         | ダニエル・ホー           | 4:05  |
| 合計時間: | 合計時間:                              | 合計時間:                              | 合計時間:                              | 合計時間:                | 53:57 |

### 曲解説
1. Soaring on Dreams
  - 前述の通り、ダニエルが松本に最初に持ってきた曲であり、松本とのコラボレーションを行う上でオーディションの気持ちで作曲したと語っている。ダニエルはこの曲を「お互いが持っているエレメンツが鼓舞し合い、上昇していくようなイメージがありました」と語っている[7]。デモの段階ではダニエルがギターを弾いており、その後松本のエレキギターで弾いたメロディを聴いた時にはダニエル自身の12弦ギターとは全く次元の違う音になっており、「Amazing！」と絶賛している[7]。
2. Fujiyama Highway
  - 松本はこの曲の三線の音からフジヤマを想像し、タイトルを「Fujiyama Highway」か「Fujiyama Freeway」どちらがいいか悩んでいたという[9]
3. Magokoro (True Heart)
  - ダニエルはこの曲で孤独や想い、寂しさといった感情を出したかったと語っており、後半からチェロが入ってくるのはチェロとギターが語り合ってることで独りじゃないということを表現したかったと語っている[7]
  - タイトルは松本とダニエルを紹介した共通の知人のアイデア[7]。
4. Infinite Escapade
  - ダニエルはピアノのトラッキングからスタートし、それに合う形でベースを入れている。その後松本のギターが入りそこからまたイメージが沸き琴を足していったという[7]。
5. Faithfully
  - ジャーニーのカバー。ジャーニーはダニエルが10代のころから好きなバンドである[7]。
  - 松本とダニエル二人だけで演奏しているがダニエルはアルバムを通してたくさんの楽器を使った楽曲が多いのでバランスを考えた為と語っている[7]。
  - この楽曲はMVが制作されているがその際にダニエルから「Takさんがアコギで私がエレキをギューンと弾く真似をしたら絶対面白いから、お互いの楽器を交換しましょうよ」と提案したら松本から「ダニエル、『Faithfully』はとてもシリアスで良質な楽曲。だから楽器の交換はしないよ」と松本からたしなめられたエピソードがある[7]。
6. Sunny Tuesday
7. Wander Blues
  - ハードなロックナンバーであり「Fujiyama Highway」同様終盤に制作された楽曲である。アコースティックギターのソロはダニエルが演奏しているが松本のアイデアであり、デモは松本が演奏していた[7]。
8. Adrenaline UP!
  - 松本とダニエルの共作。
  - この曲をきっかけに松本はよりロックな部分も出していいと確信し「Fujiyama Highway」と「Wander Blues」を作曲している[7]。
9. Omotesando
10. Island of peace
  - 松本のソロアルバム『New Horizon』からのセルフカバー。
  - 元々のトラックを基に制作している為、ギターの音は原曲のままである。元々ハワイをイメージして作った楽曲だった為、松本はダニエルの音が入ったことに「また新しい、タイトル通りの曲になった」と評している[7]。
11. Rain
  - 「Island of peace」同様『New Horizon』からのセルフカバー。
  - 原曲からドラムの音は抜き、リズムはパーカッションのみとなっており、ピアノもダニエルが演奏したものに変わっている[7]。
12. Lia
  - ダニエルの代表曲のセルフカバー。

## 参加ミュージシャン
- 松本孝弘：エレクトリックギター、作曲・編曲 (#2.6-11)
- ダニエル・ホー：12弦ギター (#1)、リズムエレクトリックギター (#1.3)、アコースティックギター (#5-7.9.12)、ベース (#1.4-6)、三線ウクレレ (#2)、ウクレレ (#2.6)、テノール&ソプラノウクレレ (#10)、ピアノ (#1.3.4.10.11)、キーボード (#1.3.4)、エレクトリックピアノ (#9)、トライアングル (#4)、シンバル (#4)、ボーカル (#5)、ウドゥ (#6.11)、ウリウリ (#6)、イプヘケ (#6.10.11)、シェイカー (#6.11)、チャイニーズシンバル (#8)、カシシ (#10)、チャチャ (#10.11)、トーキングドラム (#11)、ボンゴーレ (#11)、チンシンバル (#11)、ウッドラトル (#11)、作曲 (#1.3.4.8.12)、編曲 (#1.3.4.5.6.8.10-12)
- ジョナサン・ケイン&スティーヴ・ペリー：作詞、作曲 (#5)
- 寺地秀行：編曲 (#2.7.9)
- ランディ・ダーク：ドラム (#1-4.6-9)、太鼓 (#2.7.8.11)、アゴゴベル (#2)、ギロ (#2)、タンバリン (#2)
- スティーヴ・ビルマン：ベース (#2.7-9)、フレットレスベース (#3)
- ディビッド・エノス：ウッドベース (#10)
- バリー・スパークス：ベース (#11)
- ジュン・クラモト：琴 (#2.4.8.11)
- ダナ・シュエー：チェロ (#3.8)
- 石川寛子 with Lime Ladies Orchestra：ストリングス (#10)